# Ruth Gbagbi
Ruth Marie Christelle Gbagbi (Abidjan, 7 februari 1994) is een Ivoriaanse taekwondoka. Ze werd in 2017 wereldkampioen in de categorie tot 62 kg en won tweemaal een bronzen medaille bij de Olympische Spelen (tot 67 kg).

## Biografie
Gbagbi begon op negenjarige leeftijd met taekwondo.

### 2009 tot en met 2014
Gbagbi won in 2009 de zilveren medaille bij de Afrikaanse kampioenschappen in Yaoundé in de klasse tot 46 kg. Daarnaast nam ze dat jaar in dezelfde categorie mee aan de wereldkampioenschappen in Kopenhagen; ze werd in de zestiende finale uitgeschakeld door de Taiwanese Huang Hsien-yung. Het seizoen daarop deed ze in Tijuana mee aan de WK voor junioren (tot 52 kg) en aan het kwalificatietoernooi voor de Olympische Jeugdspelen in Singapore later dat jaar (tot 55 kg). Gbagbi plaatste zich voor laatstgenoemde toernooi, maar werd in de eerste ronde uitgeschakeld door de latere kampioen Jade Jones. In 2011 won ze de bronzen medaille bij de Afrikaanse Spelen in Maputo (tot 57 kg). Vervolgens kwam Gbagbi tot en met 2017 afwisselend in actie in de categorieën tot 62 kg en tot 67 kg.
In 2012 plaatste ze zich via het Afrikaanse kwalificatietoernooi in Caïro voor de Olympische Spelen in Londen (tot 67 kg). Daar verloor Gbagbi in de eerste ronde van de latere olympisch kampioen Hwang Kyung-seon. In Antananarivo werd ze daarna Afrikaans kampioen (tot 62 kg). Het daaropvolgende seizoen deed ze in Puebla mee aan de WK (tot 62 kg) waar ze niet verder kwam dan de eerste ronde. In Manchester nam ze deel aan haar eerste Grand Prix-toernooi (tot 67 kg). In 2014 won Gbagbi goud bij de Afrikaanse kampioenschappen in Tunis (tot 62 kg), nam ze deel aan drie Grand Prix-toernooien (tot 67 kg) en behaalde ze twee podiumplaatsen bij open toernooien (tot 62 kg).

### 2015 tot en met 2021
Het jaar daarop behaalde ze in de categorie tot 62 kg goud bij de Afrikaanse Spelen in Brazzaville, brons bij de Universiade in Gwangju en podiumplaatsen bij meerdere open toernooien. Bij de WK in Tsjeljabinsk kwam ze niet verder dan de zestiende finale. In de categorie tot 67 kg deed Gbagbi mee aan twee Grand Prix-toernooien en de Croatia Open in Zagreb. In 2016 plaatste Gbagbi zich voor de Olympische Spelen in Rio de Janeiro door het continentale kwalificatietoernooi in Agadir te winnen (tot 67 kg). Vervolgens won ze goud bij de German Open in Hamburg en prolongeerde ze voor de tweede keer haar Afrikaanse titel in Port Said (tot 62 kg). In Rio verloor Gbagbi de kwartfinale van de Française Haby Niaré; via de herkansingen bereikte ze de wedstrijd om het brons die ze won van de Azerbeidzjaanse Farida Azizova.
Het daaropvolgende seizoen werd Gbagbi in Muju wereldkampioen in de categorie tot 62 kg door de Iraanse Kimia Alizadeh in de finale te verslaan. Vervolgens schakelde ze over na de gewichtsklasse tot 67 kg en behaalde ze enkel podiumplaatsen bij de Grand Prix-toernooien: goud in Moskou, zilver in Londen en brons in Rabat en Abidjan. Ze sloot het seizoen af met een overwinning bij de Grand Slam in Wuxi. In 2018 werd Gbagbi in Agadir voor de vierde maal op rij Afrikaans kampioen, ditmaal in de categorie tot 67 kg. Daarnaast nam ze deel aan twee Grand Prix-toernooien en behaalde ze de bronzen medaille bij de Grand Slam. Het jaar daarop eindigde ze bij verschillende open toernooien op het podium. Bij de WK in Manchester kwam Gbagbi niet verder dan de kwartfinale waar ze werd uitgeschakeld door Azizova. Daarnaast nam ze deel aan drie Grand Prix-toernooien waarvan ze er twee won (Sofia en Moskou). In december 2019 kwalificeerde Gbagbi zich via haar eerste plaats op de olympische ranglijst voor de Spelen in Tokio. In 2021 won ze de Spanish Open in Alicante en de Afrikaanse kampioenschappen in Dakar. In Tokio behaalde ze opnieuw een bronzen medaille nadat ze de halve finale verloren had van de Britse Lauren Williams en de wedstrijd om het brons gewonnen had van de Braziliaanse Milena Titoneli.